# Michel Hagen
Michaël Paulus Jacobus (Michel) Hagen (Rotterdam, 6 augustus 1952) is een Nederlands priester en plebaan.

## Biografie
Hagen groeide op in Delfshaven in een gezin van negen kinderen. Zijn vader had een kachelsmederij. Hij ging korte tijd naar het seminarie van de Salesianen van Don Bosco in Rijswijk maar brak deze studie na twee jaar af. Hierna ging hij werken bij het bedrijf van zijn vader. Hij vervulde zijn militaire dienst als marinier waarbij hij een aantal jaren heeft gediend op Aruba. Hierna werkte hij als procesoperator in de chemische industrie en werkte een paar jaar later bij het Gewestelijk Arbeidsbureau Rotterdam. In diezelfde tijd rondde hij zijn hbo-studie arbeidsmarktpolitiek en personeelsbeleid af.

### Priesterschap
Hagen vervolgde in 1983 zijn priesteropleiding aan het grootseminarie Rolduc. Hij werd in 1989 tot diaken gewijd waarna hij werkzaam was in de Allerheiligst Sacramentskerk in Den Haag en de Onze-Lieve-Vrouw Hemelvaartkerk in Loosduinen. Op 25 mei 1991 werd hij door bisschop Bär in de HH. Laurentius- en Elisabethkathedraal in Rotterdam tot priester gewijd.
Hagen werd na zijn wijding benoemd tot kapelaan van de Johannes de Doperkerk in Pijnacker. In 1994 volgde zijn benoeming tot pastoor aan de Sint-Bartolomeüskerk in Poeldijk en was daarnaast spirituaal aan het priesterseminarie Vronesteyn in Voorburg. In 2005 werd hij benoemd tot pastoor van de 3 parochies in Wassenaar en in 2010 kwamen daar ook de parochies van Voorschoten, Katwijk en Oegstgeest bij en vanaf 1 januari 2012 resulteerde dat erin dat de gemeenschappen uit deze dorpen samen zijn gegaan als de Augustinusparochie waar hij per 1 maart 2020 afscheid van heeft genomen. Per 1 juni 2020 werd hij benoemd tot plebaan van de HH. Laurentius- en Elisabethkathedraal in Rotterdam.

## Nevenfuncties
Hagen is naast zijn werk als priester ook mede-initiatiefnemer en voorzitter van Stichting InterKerk. Op zijn website Hagenpreken publiceert hij preken en columns. Als columnist werkt hij voor het Katholiek Nieuwsblad waar hij tevens ook bestuurslid van is. Ook heeft hij twee boeken gepubliceerd.

## Publicaties
- 2016 - 100 Hagenpreken
- 2006 - Ons dagelijks brood
- 2008 - Ons dagelijks brood